# Сборная Кот-д’Ивуара по футболу
Сбо́рная Кот-д’Ивуа́ра по футбо́лу — команда, которая представляет Кот-д’Ивуар на международных турнирах и матчах по футболу. Управляющая организация — Ивуарийская федерация футбола. 3-кратный победитель Кубка африканских наций.
В рейтинге ФИФА на 4 апреля 2024 года находится на 38 месте.

## История

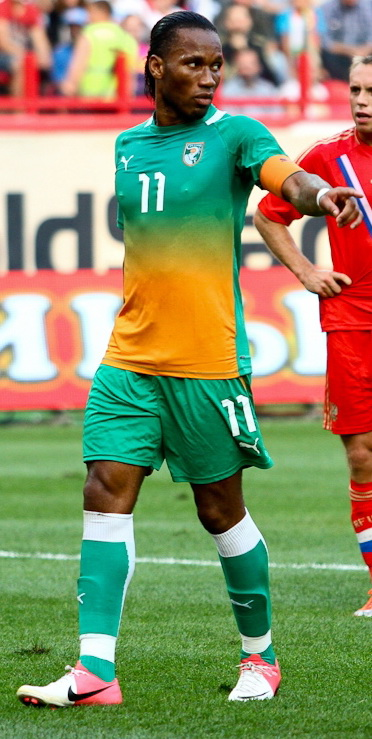
Лучший бомбардир в истории сборной Дидье Дрогба

Команда не добивалась крупных успехов в соревнованиях до 1992 года. В том году «Слоны» выиграли  Кубок африканских наций в Сенегале, победив в решающем матче в очень длинной серии пенальти (11-10) сборную Ганы. До этого они три раза были полуфиналистами этого турнира. Благодаря успеху 1992 года сборная Кот-д’Ивуара считалась одним из фаворитов отборочного этапа ЧМ-1994, но в финальной пульке они сыграли неудачно и в итоге пропустили вперед сборную Нигерии.
Следующий успешный для Кот-д’Ивуара период начался c 2006 года. Он связан, в частности, с именем форварда Дидье Дрогба, лидера и капитана сборной, лучшего бомбардира в её истории. Команда смогла пробиться на чемпионат мира 2006 года, опередив сильную сборную Камеруна, и успешно выступила на Кубке африканских наций 2006. В четвертьфинале им противостоял Камерун (1:1, 12-11 по пенальти), а в полуфинале Нигерия, которую они обыграли 1:0 (решающий гол забил Дрогба). В финале ивуарийцам противостояла хозяйка турнира, сборная Египта, в серии послематчевых пенальти ивуарийцы проиграли со счётом 2-4.
На чемпионате мира 2006 года в Германии сборная Кот-д’Ивуара оказалась единственной, где не было игроков, играющих внутри страны, сборную полностью составили легионеры. Команда попала в группу С («группу смерти»), проиграла две первые встречи и лишилась шансов на выход в следующий раунд. Первый гол в истории сборной на чемпионатах мира забил Дидье Дрогба в матче со сборной Аргентины, в котором ивуарийцы уступили со счётом 1:2. Второй матч, со сборной Нидерландов, был также проигран со счётом 1:2. Гол на счету Бакари Коне. В третьем матче, не имевшем турнирного значения, ивуарийцы проигрывали 0:2 сборной Сербии и Черногории уже к середине первого тайма, но сумели вырвать первую в своей истории победу на чемпионатах мира со счётом 3:2, забив два гола с пенальти, дубль сделал Аруна Диндан.
Отборочный турнир чемпионата мира 2010 года сборная Кот-д’Ивуара прошла уверенно, выиграв обе групповые стадии. На самом же турнире, который проводился в ЮАР, команда попала в группу к Португалии, Бразилии и КНДР. Сыграв с европейской сборной нулевую ничью, «Слоны» ожидаемо проиграли Бразилии 1:3, и так же ожидаемо выиграли у записного аутсайдера турнира сборной КНДР 3:0. Африканцы могли бы выйти в 1/8 финала чемпионата, если бы одновременно Португалия не сыграла вничью 0:0 с Бразилией. Но этого не произошло, и команда Кот-д’Ивуара отправилась домой сразу после группового этапа.

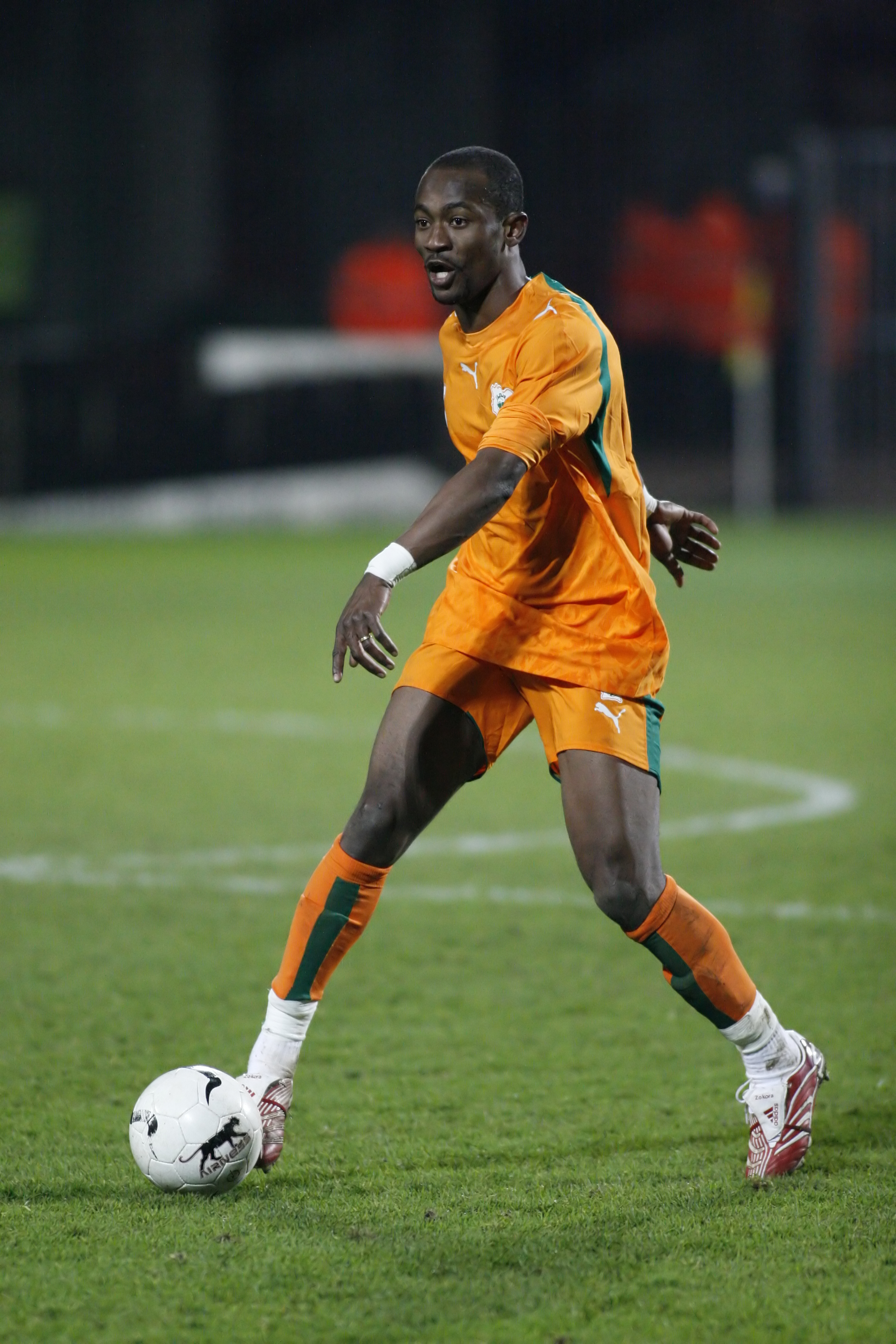
Рекордсмен сборной по сыгранным матчам Дидье Зокора

В 2012 году сборная Кот-д’Ивуара стала финалистом Кубка африканских наций (поражение в финале в серии пенальти от Замбии), а в 2013 году смогла дойти только до четвертьфинала следующего турнира. Затем команда стала второй африканской сборной после Нигерии, которая пробилась на ЧМ-2014. Это третье участие подряд в чемпионатах мира для сборной этой страны. На нём она попала в группу C со сборными Греции, Японии и Колумбии. В первом матче африканцы одолели сборную Японии со счётом 2:1. Проигрывая, Кот-д’Ивуар за 3 минуты смог выйти вперёд благодаря голам Бони и Жервиньо. Во втором матче с Колумбией африканцы проиграли со счётом 1:2, гол престижа забил Жервиньо. В последнем матче достаточно было сыграть вничью для выхода в плей-офф, но сборная Греции с таким же счётом обыграла Кот-д’Ивуар и выбила команду из розыгрыша.
На Кубке африканских наций 2015 года ивуарийцы стали единственной командой в группе D, которая сумела одержать победу (1:0 над Камеруном), остальные 5 матчей завершились вничью. В плей-офф Кот-д’Ивуар обыграл команду Алжира (3:1, дубль Вильфрида Бони), а в полуфинале с таким же счётом победил сборную ДР Конго (голы Яя Туре, Жервиньо и Канона). В финале против Ганы мячей в основное и дополнительное время забито не было. В серии пенальти Кот-д’Ивуар не реализовал первые два удара, а ганцы забили оба раза. Однако после следующих двух ударов каждой команды счёт сравнялся (2-2). Затем каждая команда реализовала по 6 ударов. 11-е удары выполняли вратари. Бубакар Барри забил, а вратарь ганцев Брима Разак не реализовал пенальти. Кот-д’Ивуар второй раз в истории после 1992 года выиграл Кубок африканских наций, когда также в финале в длинной серии пенальти обыграли Гану (тогда команды пробили по 12 пенальти).
На чемпионат мира 2018 года сборная Кот-д’Ивуара не смогла квалифицироваться, проиграв в последнем матче отборочного турнира сборной Марокко 0:2.
В отборочном турнире чемпионата мира 2022 года ивуарийцы на групповой стадии заняли второе место и не сумели выйти в третий раунд. Решающим в группе D стал последний матч 16 ноября 2021 года против Камеруна в гостях, где Кот-д’Ивуар устраивала ничья, но камерунцы победили 1:0 благодаря голу форварда Карла Токо-Экамби.

## Выступления на чемпионатах мира
- 1930 по 1970 — Не участвовали
- 1974 — Не прошли квалификацию
- 1978 — Не прошли квалификацию
- 1982 — Не участвовали
- 1986 по 2002 — Не прошли квалификацию
- 2006 — Групповой этап
- 2010 — Групповой этап
- 2014 — Групповой этап
- 2018 — Не прошли квалификацию
- 2022 — Не прошли квалификацию

## Выступление на Кубке конфедераций
- 1992 — 4-е место

## Выступления на Кубке Африканских наций
- 1957 по 1963 — Не участвовала
- 1965 — 3 место
- 1968 — 3 место
- 1970 — 4 место
- 1972 — Не прошла квалификацию
- 1974 — групповой этап
- 1976 — Не прошла квалификацию
- 1978 — Не прошла квалификацию
- 1980 — групповой этап
- 1982 — Не участвовала
- 1984 — групповой этап
- 1986 — 3 место
- 1988 — групповой этап
- 1990 — групповой этап
- 1992 — Чемпионы
- 1994 — 3 место
- 1996 — групповой этап
- 1998 — 1/4 финала
- 2000 — групповой этап
- 2002 — групповой этап
- 2004 — Не прошла квалификацию
- 2006 — Финалисты
- 2008 — 4 место
- 2010 — 1/4 финала
- 2012 — Финалисты
- 2013 — 1/4 финала
- 2015 — Чемпионы
- 2017 — групповой этап
- 2019 — 1/4 финала
- 2021 — 1/8 финала
- 2023 — Чемпионы

## Состав сборной
Следующие игроки были вызваны в состав сборной главным тренером Эмерсом Фаэ для участия в матчах отборочного турнира Кубка африканских наций 2025 против сборной Замбии (15 ноября 2024) и сборной Чада (19 ноября 2024).
Игры и голы приведены по состоянию на 19 ноября 2024 года:
|  | Вр  | Бадра Али Сангаре | 30 мая 1986 (39 лет)      | 31 | 0  | Секухуне Юнайтед         |  |  |
|  | Вр  | Яхья Фофана       | 21 августа 2000 (24 года) | 22 | 0  | Анже                     |  |  |
|  | Вр  | Исса Фофана       | 30 января 2004 (21 год)   | 1  | 0  | Аль-Хиляль Омдурман      |  |  |
|  |     |                   |                           |    |    |                          |  |  |
|  | Защ | Вильфрид Синго    | 25 декабря 2000 (24 года) | 27 | 0  | Монако                   |  |  |
|  | Защ | Эван Ндика        | 20 августа 1999 (25 лет)  | 20 | 0  | Рома                     |  |  |
|  | Защ | Эмманюэль Агбаду  | 17 июня 1997 (28 лет)     | 11 | 1  | Вулверхэмптон Уондерерс  |  |  |
|  | Защ | Синали Дьоманде   | 9 апреля 2001 (24 года)   | 11 | 0  | Осер                     |  |  |
|  | Защ | Усман Дьоманде    | 4 декабря 2003 (21 год)   | 9  | 1  | Спортинг Лиссабон        |  |  |
|  | Защ | Хассан Камара     | 5 марта 1994 (31 год)     | 9  | 0  | Удинезе                  |  |  |
|  | Защ | Гела Дуэ          | 17 октября 2002 (22 года) | 7  | 1  | Страсбур                 |  |  |
|  | Защ | Кристофер Опери   | 29 апреля 1997 (28 лет)   | 7  | 0  | Истанбул Башакшехир      |  |  |
|  |     |                   |                           |    |    |                          |  |  |
|  | ПЗ  | Франк Кессье      | 19 декабря 1996 (28 лет)  | 86 | 13 | Аль-Ахли Джидда          |  |  |
|  | ПЗ  | Секо Фофана       | 7 мая 1995 (30 лет)       | 25 | 7  | Ренн                     |  |  |
|  | ПЗ  | Хамед Траоре      | 16 февраля 2000 (25 лет)  | 13 | 2  | Осер                     |  |  |
|  | ПЗ  | Жан Тьерри Лазар  | 7 марта 1998 (27 лет)     | 7  | 1  | Юнион Сент-Жиллуаз       |  |  |
|  | ПЗ  | Жан-Эд Аолу       | 20 марта 1994 (31 год)    | 6  | 0  | Анже                     |  |  |
|  | ПЗ  | Марио Доржлес     | 7 августа 2004 (20 лет)   | 3  | 0  | Норшелланн               |  |  |
|  |     |                   |                           |    |    |                          |  |  |
|  | Нап | Жан-Филипп Крассо | 17 июля 1997 (27 лет)     | 23 | 7  | Париж                    |  |  |
|  | Нап | Жереми Бога       | 3 января 1997 (28 лет)    | 23 | 2  | Ницца                    |  |  |
|  | Нап | Умар Диаките      | 20 декабря 2003 (21 год)  | 21 | 4  | Реймс                    |  |  |
|  | Нап | Симон Адингра     | 1 января 2002 (23 года)   | 18 | 3  | Брайтон энд Хоув Альбион |  |  |
|  | Нап | Карим Конате      | 21 марта 2004 (21 год)    | 17 | 2  | Ред Булл Зальцбург       |  |  |
|  | Нап | Эванн Гессан      | 1 июля 2001 (24 года)     | 6  | 0  | Ницца                    |  |  |
|  | Нап | Бени Траоре       | 30 ноября 2002 (22 года)  | 5  | 0  | Базель                   |  |  |
|  | Нап | Вакун Иссуф Байо  | 10 января 1997 (28 лет)   | 4  | 1  | Уотфорд                  |  |  |

## Рекордсмены сборной

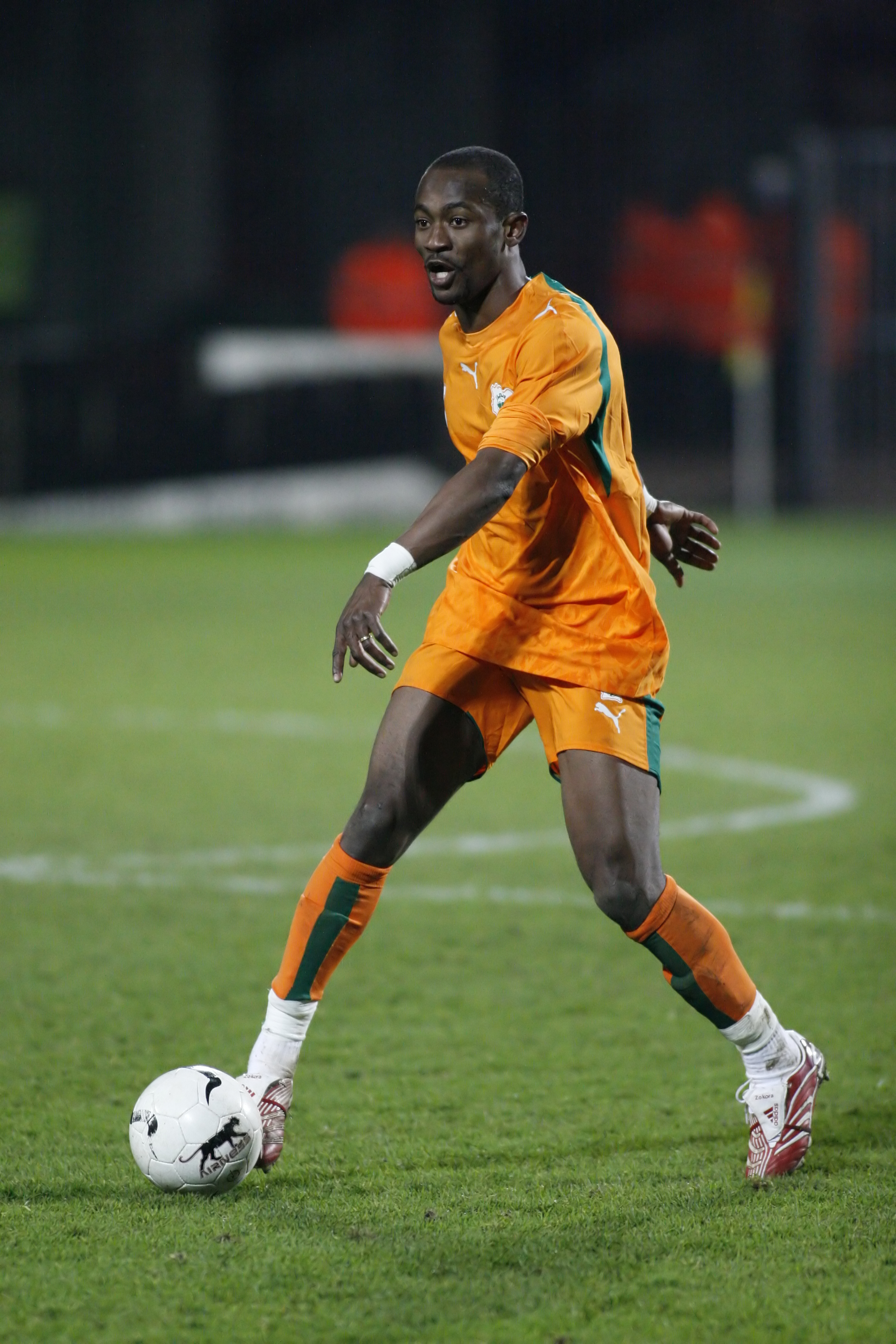
Рекордсмен сборной по сыгранным матчам Дидье Зокора

Наибольшее количество матчей
| №  | Игрок          | Игры | Голы | Годы в сборной |
| -- | -------------- | ---- | ---- | -------------- |
| 1  | Дидье Зокора   | 123  | 1    | 2000—2014      |
| 2  | Коло Туре      | 120  | 7    | 2000—2015      |
| 3  | Макс Градель   | 113  | 18   | 2011—2024      |
| 4  | Дидье Дрогба   | 105  | 65   | 2002—2014      |
| 5  | Яя Туре        | 101  | 19   | 2004—2015      |
| 6  | Сьяка Тьене    | 100  | 2    | 2000—2015      |
| 7  | Саломон Калу   | 96   | 27   | 2007—2017      |
| 8  | Серж Орье      | 93   | 4    | 2013—н. в.     |
| 9  | Абдулай Траоре | 90   | 49   | 1984—1996      |
| 10 | Артюр Бока     | 88   | 1    | 2004—2015      |

## Форма

### Домашняя
| 1991       | ААКН-1993 | ЧМ-2006 | КАН-2008 | ЧМ-2010 | КАН-2012 | ЧМ-2014 | КАН-2017 | КАН-2019 | КАН-2021 | 2022—2024 |
| 2024—н. в. |           |         |          |         |          |         |          |          |          |           |

### Гостевая
| 1991 | ЧМ-2006 | КАН-2008 | ЧМ-2010 | КАН-2012 | ЧМ-2014 | КАН-2017 | КАН-2019 | КАН-2021 | 2022—2024 | 2024—н. в. |

### Резервная
| 2008 | 2010 | 2014 |

Источники:,